# Leptodontaceae
Leptodontaceae, porodica pravih mahovina u redu Hypnales. Postoje 3 roda.

## Rodovi
1. Forsstroemia Lindb.
2. Leptodon D. Mohr
3. Taiwanobryum Nog.